# Quiero una novia pechugona
Quiero una novia pechugona es un sencillo en español, grabado por el grupo catalán La Trinca, y fue lanzado en España en 1985, siendo una versión transliterada de la canción original Em Descontrolen Les Neurones del mismo grupo. En la cara B contenía la famosa canción El hombre light de la cual también existiría una versión en catalán llamada L'home light.
La Trinca nunca ha sido un grupo de Rock y solamente cantan algunas canciones en español, pero en 1988, su discográfica publicó en México una versión de su disco de 1986 Trinca, sexe i rocanrol, llamándolo Trinca, Sexo y Rocanrol, en la que incluyó entre otros, el sencillo de 1985 Quiero una Novia Pechugona, por lo que en este país y en el resto de Latinoamérica siempre se les consideró un grupo de rock en español.
Debido al contenido de su letra, esta composición se enfrentó en sus primeros días en las radios de Latinoamérica, a una relativa censura, aunque luego la tendencia cambió, esta reacción inicial, paradójicamente aseguró su éxito y permanencia en la cultura popular. 
Como dato curioso, muchas veces esta composición ha sido atribuida erróneamente e indistintamente a los grupos españoles Los Toreros Muertos y Los Inhumanos, quienes jamás han grabado covers de esta.
En 1988 el artista argentino Horacio "el Negro" Fontova grabó el álbum Fontova Presidente, haciendo una versión muy propia del recordado y polémico tema.
- Datos: Q6094753